# 塞巴斯蒂安·特龙
塞巴斯蒂安·特龙（德語：Sebastian Thrun，1967年5月14日—）是一名德国发明家、企业家、教育家和计算机科学家。他是Kitty Hawk Corporation的首席执行官，也是Udacity的董事长兼联合创始人。在此之前，他是谷歌的副总裁兼研究员，斯坦福大学的计算机科学教授，在此之前在卡内基梅隆大学。在谷歌，他创立了X公司和自动驾驶汽车团队。他目前还是斯坦福大学和佐治亚理工学院的兼职教授。
特龍领导了机器人车辆Stanley的开发，该车赢得了2005年DARPA大挑战，并且此后被放置在史密森尼学会的美国国家历史博物馆展出。他的团队还开发了一种叫做Junior的飞行器，在2007年DARPA大奖赛中排名第二。特龍领导了谷歌自动驾驶汽车的开发。
特龍还因其在机器人概率算法方面的工作而闻名，他的应用包括机器人地图构建。为表彰他的贡献，他在39岁时当选为美国国家工程院院士，并于2007年入选利奥波第那科学院。2011年，他获得Max-Planck研究奖，以及首届AAAI Ed Feigenbaum奖。《快公司》评选特龍为商界第五名最具创造力的人。《卫报》认为他是20名“互联网自由斗士”之一。

## 早期生活与教育
特龙于1967年出生于德国索林根（当时是西德），他的父母是Winfried和Kristin (Grüner) Thrun。1988年，他在希尔德斯海姆大学获得了计算机科学、经济学和医学的Vordiplom学位（中级考试）。在波恩大学，他于1993年获得Diplom学位（第一学位），并于1995年获得计算机科学和统计学博士学位（最高荣誉）。

## 职业和研究
1995年，他加入卡内基梅隆大学（CMU）计算机科学系，成为一名计算机研究科学家。1998年，他成为CMU机器人学习实验室的助理教授和联合主任。作为CMU的一名教员，他参与创立了自动化学习与发现硕士项目，后来成为机器学习和科学发现领域的博士项目。2001年，特龙在斯坦福大学休了一年的假。他回到CMU，担任Finmeccanica计算机科学与机器人副教授。2003年7月，特龙离开CMU，成为斯坦福大学副教授，并于2004年1月被任命为SAIL主任。从2007年到2011年，特龙是斯坦福大学计算机科学和电子工程的全职教授。2011年4月1日，特龙辞去在斯坦福大学的职务，加入谷歌，成为谷歌研究员。2012年1月23日，他与别人共同创立了在线私人教育机构Udacity。曾任谷歌副总裁、研究员，研发谷歌无人驾驶汽车系统。特龙在2018年的人工智能纪录片《你信任这台电脑吗？》中接受了采访。

### 机器人
特龙因为开发了许多自主机器人系统，为他赢得了国际认可。1994年，他和他的博士论文导师Armin B. Cremers一起创办了波恩大学的Rhino项目。1997年，特龙和他的同事Wolfram Burgard和Dieter Fox在德国波恩博物馆（1997）开发了世界上第一个机器人导游。1998年，后续的机器人“Minerva”被安装在华盛顿特区的史密森尼美国国家历史博物馆，在为期两周的部署期间，它指导了数万名游客。特龙后来创立了CMU/Pitt护理机器人项目，该项目在宾夕法尼亚州匹兹堡附近的一家疗养院部署了一个交互式人形机器人。2002年，特龙和他的同事William L. Whittaker以及卡内基梅隆大学研究教授Scott Thayer在一个项目中帮助开发了地雷测绘机器人。2003年搬到斯坦福大学后，他参与了机器人Stanley的开发，Stanley在2005年赢得了DARPA大挑战赛。他的前研究生Michael Montemerlo是William L. Whittaker的顾问之一，负责这款机器人的软件开发。2007年，特龙的机器人“Junior”在2007年DARPA城市挑战赛中获得第二名。Thrun和几个斯坦福的学生一起，作为休假的一部分加入了谷歌。在谷歌，他与人合作开发了Google街景服务。
特龙对机器人最著名的贡献是在理论方面。他对概率机器人领域做出了贡献，这是一个融合了统计学和机器人学的领域。他和他的研究小组在移动机器人定位、地图构建（SLAM）和控制领域做出了重大贡献。概率技术已经成为机器人学的主流，并在许多商业应用中得到了应用。2005年秋，特龙与他的长期同事Dieter Fox和Wolfram Burgard共同出版了一本名为《概率机器人》的教科书。自2007年以来，日本市场上已经出现了日文翻译的《概率机器人》一书。
特龙是从斯坦福拆分出来的VectorMagic的主要投资者之一。

### 奖项
- 2005年被《大众科学》杂志评为杰出人物之一[19]
- 1999-2003年国家科学基金会职业奖[19]
- 奥林巴斯奖，德国社会认可模式，2001年[19]
- 《快公司》：2011年度最具创意人物第五名[20]
- 《外交政策》杂志2012年FT 100全球知识分子排名第四[21]
- 特龙是2012年史密森尼杂志的美国独创性教育奖的获得者。